# Hemioplisis abrasata
Hemioplisis abrasata är en fjärilsart som beskrevs av Achille Guenée 1858. Hemioplisis abrasata ingår i släktet Hemioplisis och familjen mätare. Inga underarter finns listade i Catalogue of Life.